# Thomas Weikert
Pour les articles homonymes, voir Weikert.
Thomas Weikert (né le 15 novembre 1961 à Hadamar) est un dirigeant sportif allemand. Il est le président de la Fédération internationale de tennis de table depuis septembre 2014. Il succède à ce poste au canadien Adham Sharara.
Depuis décembre 2021 il est le président de Deutscher Olympischer Sportbund.

## Biographie
Thomas Weikert, né dans l'arrondissement de Limburg-Weilburg dans le land de la Hesse, pratique le tennis de table dans la Bundesliga. Il a été président de la fédération allemande avant d'accéder à la présidence de la fédération internationale. Il est marié et a un enfant.